# Avenida de Las Américas
La Avenida de las Américas es una importante vía en Guadalajara, México. Esta avenida es conocida por ser una arteria vial relevante en la ciudad y atraviesa diversas zonas. En Guadalajara, las avenidas suelen ser espacios importantes para el tráfico, el comercio y, en algunos casos, albergan puntos de interés o actividades culturales.

## Historia
Nombre Original: México (1908): En un plano de 1908, la arteria era llamada 'México' y se extendía desde los tanques de agua del poniente hacia el norte, terminando en las bardas de la antigua Hacienda Leal, en la calle Juan Manuel o Camino de Tepic.
Cambio de nombre a Unión (1920): En 1920, la avenida tomó el nombre de 'Unión' y fue prolongada al sur hasta la avenida del Bosque (hoy José Guadalupe Zuno).
Calzada Reforma (1927): Bajo la iniciativa del ingeniero Arnulfo Villaseñor Carrillo en 1927, la avenida fue prolongada hasta el cruce del Camino de los Colomos y se le dio el nombre oficial de 'Calzada Reforma', aunque la gente seguía llamándola avenida Unión Norte.
Extensión a Zapopan (1942): Durante el gobierno del gobernador Silvano Barba González en 1942, la calzada se extendió hasta Zapopan, utilizando en parte el antiguo camino con sus puentes.
Ampliación y cambio de nombre a Avenida de las Américas (1958): Durante la presidencia municipal de Jorge Matute Ramos, se realizaron estudios topográficos para la ampliación de la avenida, que se llevó a cabo durante la administración municipal de Juan Gil Preciado. En 1958, el Club Rotario sugirió cambiar el nombre por "Avenida de las Américas". La solicitud se basó en que los Clubes Rotarios del Continente habían donado bustos broncíneos de personalidades de sus países para ser colocados en los camellones centrales de la avenida.
Bustos en el camellón (actualidad): En la actualidad, la Avenida de las Américas está decorada con 23 bustos de hombres emblemáticos de América, donados por los Clubes Rotarios del Continente. Entre los destacados se encuentran Miguel Hidalgo y Costilla, José Martí, Eugenio María de Hostos, Simón Bolívar, José Gervasio Artigas, Abraham Lincoln, entre otros.
Estatua de Cristóbal Colón: en la intersección de la avenida con las avenidas López Mateos Norte y Circunvalación, hay una estatua colosal de Cristóbal Colón, obra del escultor Juan José Méndez y el arquitecto Julio de la Peña, que sostiene un globo terráqueo en su brazo derecho y algunos instrumentos marítimos en su brazo izquierdo.

## Puntos de interés
- Av. México
- Av. Vallarta
- Glorieta colon